# Nej-ťiang
Nej-ťiang (čínsky pchin-jinem Nèijiāng, znaky 内江) je městská prefektura v Čínské lidové republice, kde patří k provincii S’-čchuan. Celá prefektura má rozlohu 5 360 čtverečních kilometrů a v roce 2020 v ní žily více než tři miliony obyvatel.

## Poloha
Nej-ťiang leží na jihozápadě Číny v provincii S’-čchuan na řece Tchuo-ťiang. Prefektura leží na východním okraji provincie a hraničí na východě s Čchung-čchingem, centrálně spravovaným městem na úrovni provincie. V rámci S’-čchuanu hraničí prefektura Nej-ťiang na severovýchodě s C’-jangem, na severozápadě s Mej-šanem, na západě s Le-šanem, na jihozápadě s C’-kungem a na jihovýchodě s Lu-čou.

## Administrativní členění
Městská prefektura Nej-ťiang se člení na pět celků okresní úrovně, a sice dva městské obvody, jeden městský okres a dva okresy.
| Š’-čung Tung-sing městský okres · Lung-čchang okres · Wej-jüan okres · C’-čung |        |                       |                    |                                  |
| Název                                                                          | Název  | Počet obyvatel (2020) | Rozloha km² (2020) | Hustota zalidnění (obyv. na km²) |
| český přepis                                                                   | znaky  | Počet obyvatel (2020) | Rozloha km² (2020) | Hustota zalidnění (obyv. na km²) |
| Městské obvody                                                                 |        |                       |                    |                                  |
| Š’-čung                                                                        | 市中区 | 425 020               | 359                | 1 184                            |
| Tung-sing                                                                      | 东兴区 | 754 120               | 1 181              | 639                              |
| Městský okres                                                                  |        |                       |                    |                                  |
| Lung-čchang                                                                    | 隆昌市 | 568 900               | 794                | 716                              |
| Okresy                                                                         |        |                       |                    |                                  |
| Wej-jüan                                                                       | 威远县 | 547 059               | 1 289              | 424                              |
| C’-čung                                                                        | 资中县 | 845 579               | 1 736              | 487                              |
|                                                                                |        |                       |                    |                                  |
| Celkem                                                                         | Celkem | 3 140 678             | 5 360              | 586                              |